# منژ
شهر منژ (به فرانسوی: Manage) در شهرستان شرلروآ  در استان انو  در منطقه فدرال والوون در کشور بلژیک واقع شده‌است.